# Schwarzenbach an der Pielach
Schwarzenbach an der Pielach est une commune autrichienne du district de Sankt Pölten-Land en Basse-Autriche.